# Čestné občanství Kanady
Čestné občanství Kanady je ocenění udělované kanadským parlamentem na celostátní úrovni cizincům, kteří se výjimečně zasloužili o stát. Čestné občanství je udělováno na základě společného usnesení obou komor kanadského parlamentu. Toto ocenění bylo uděleno pouze šesti lidem, z toho jedno čestné občanství bylo zrušeno hlasováním parlamentu.
1. – 1985 – Raoul Wallenberg (1912–1947/1952?), švédský diplomat
2. – 2001 – Nelson Mandela (1918–2013), jihoafrický politik
3. – 2006 – Tändzin Gjamccho (* 1935), tibetský dalajláma
4. – 2007 – Aun Schan Su Ťij (* 1945), barmská politička, zrušeno 2018
5. – 2010 – Aga Khan IV (1936–2025), imám nizárijské větve ismá'ílíjského islámu
6. – 2014 – Malála Júsufzajová (* 1997), pákistánská bojovnice za lidská práva

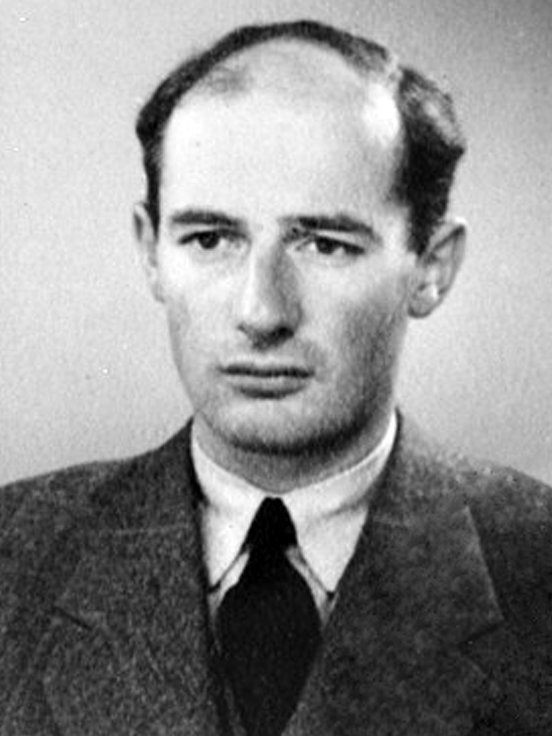
Raoul Wallenberg (1985)
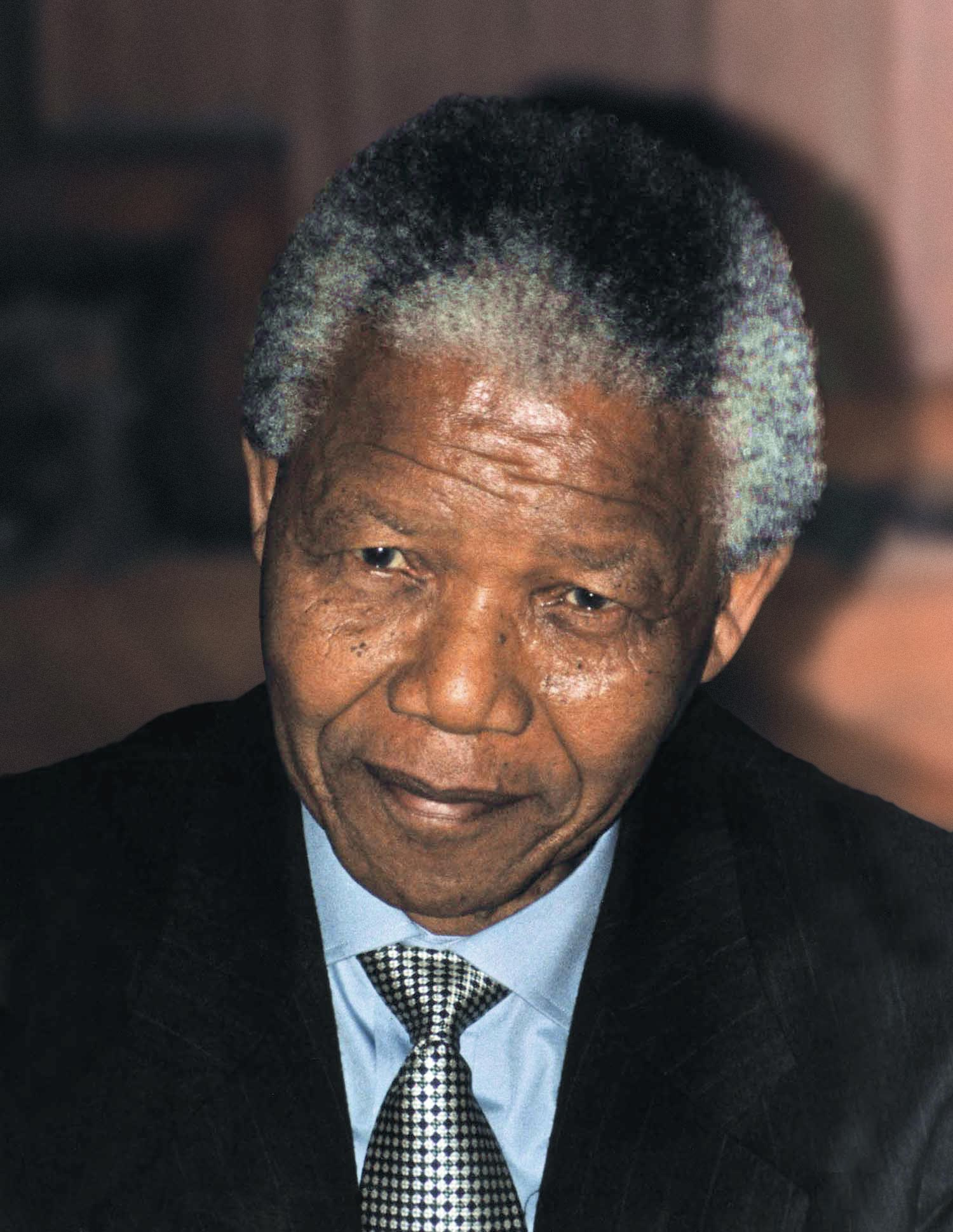
Nelson Mandela (2001)
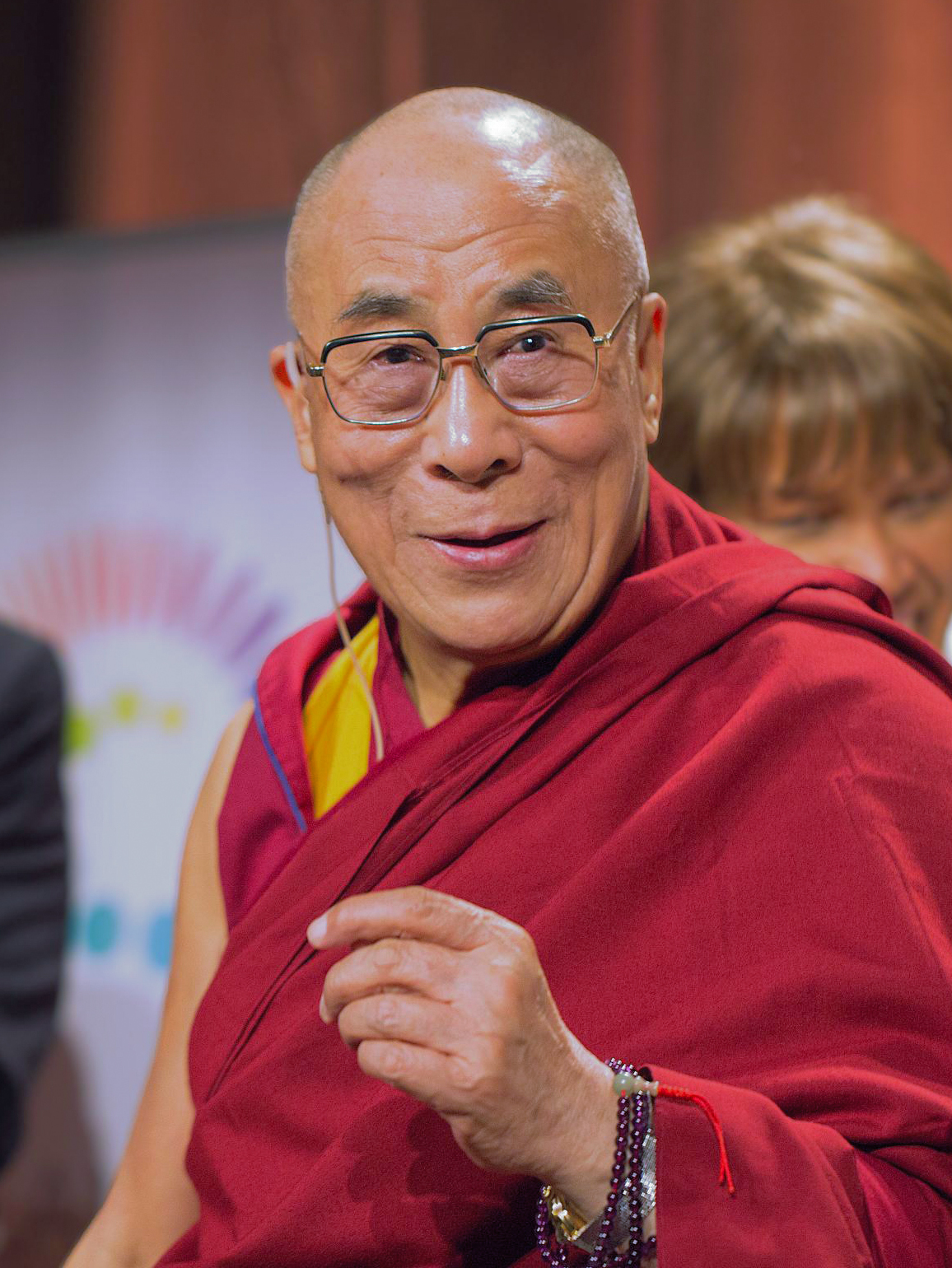
Tändzin Gjamccho (2006)
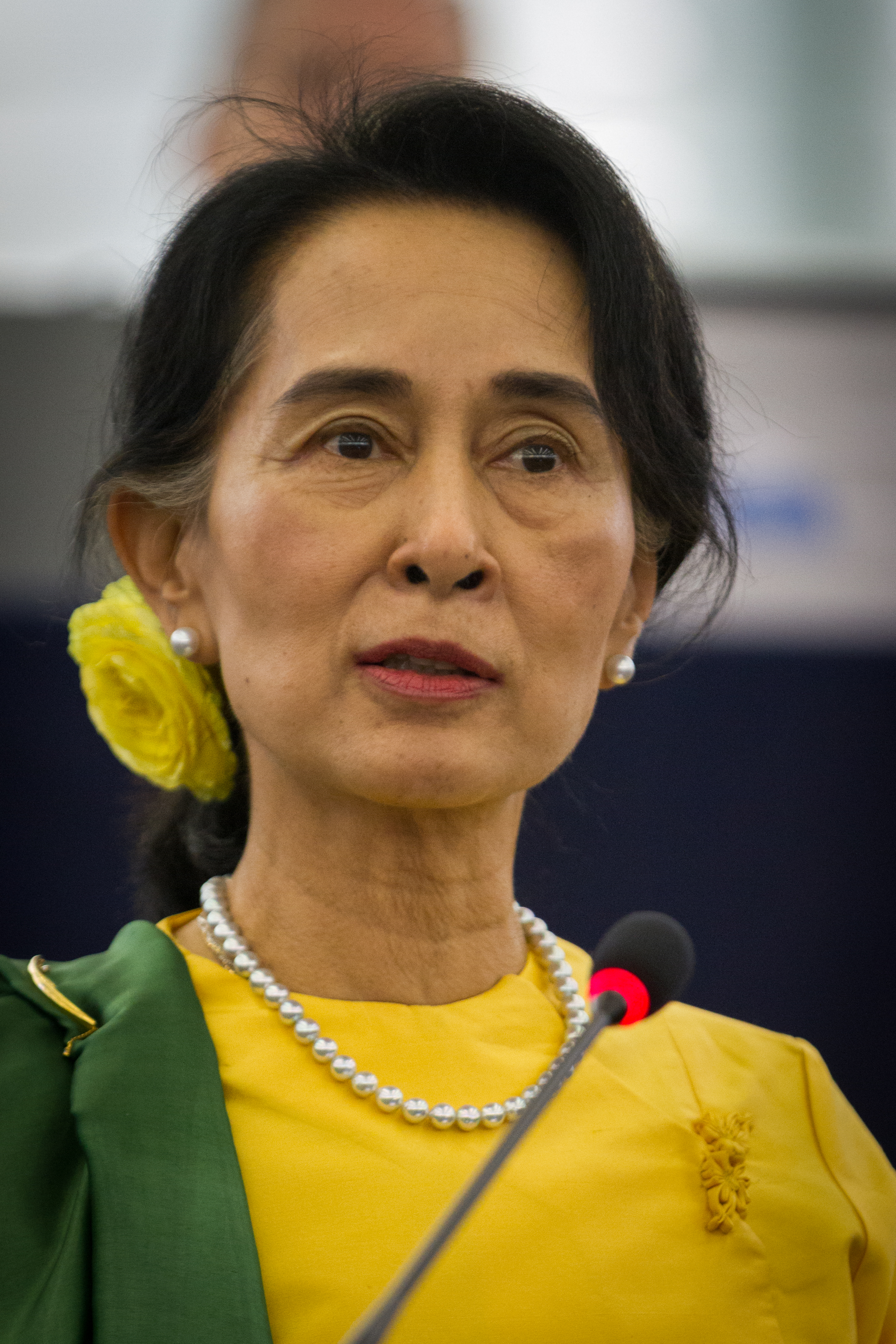
Aun Schan Su Ťij (2007, zrušeno 2018)
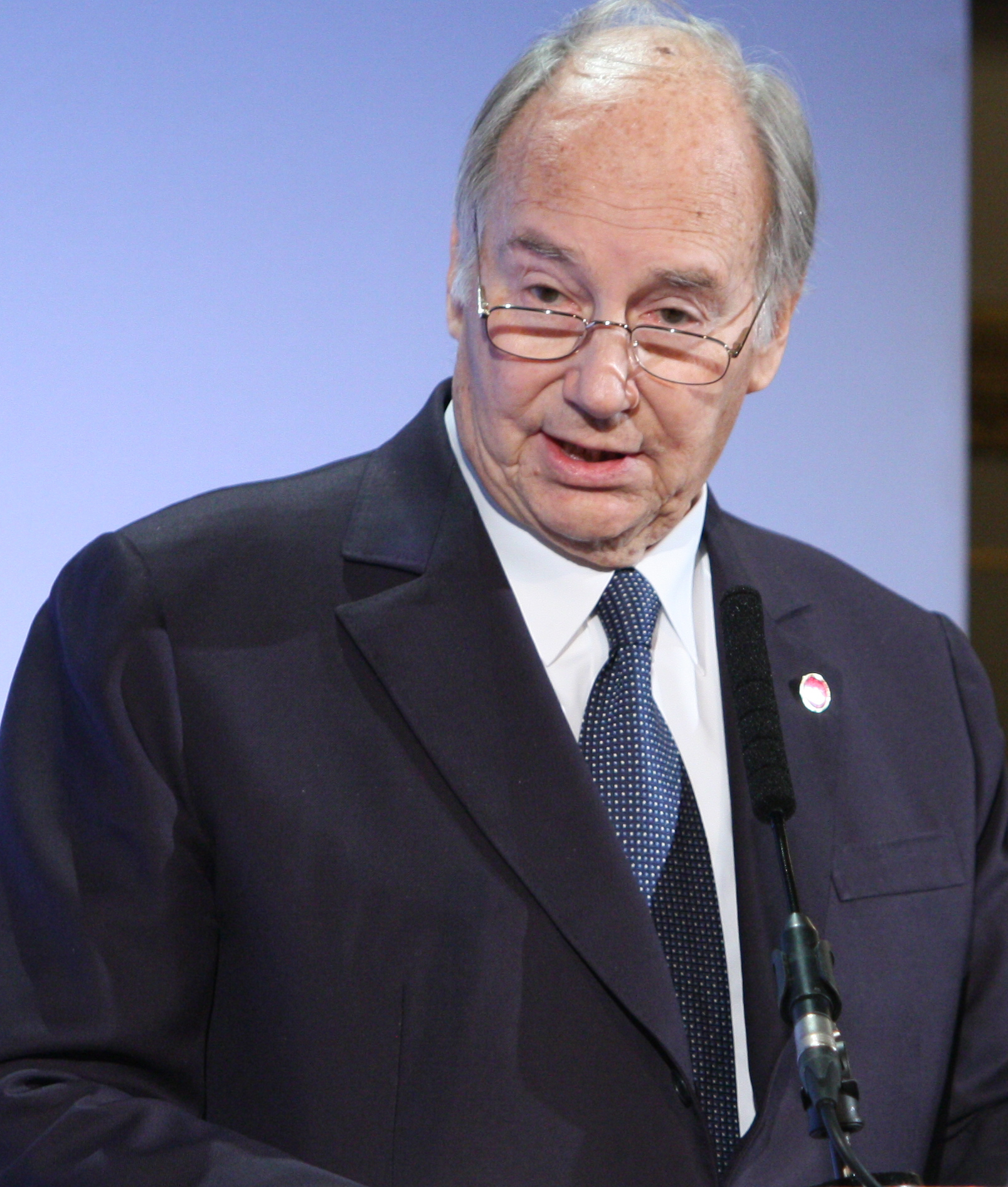
Aga Khan IV (2010)
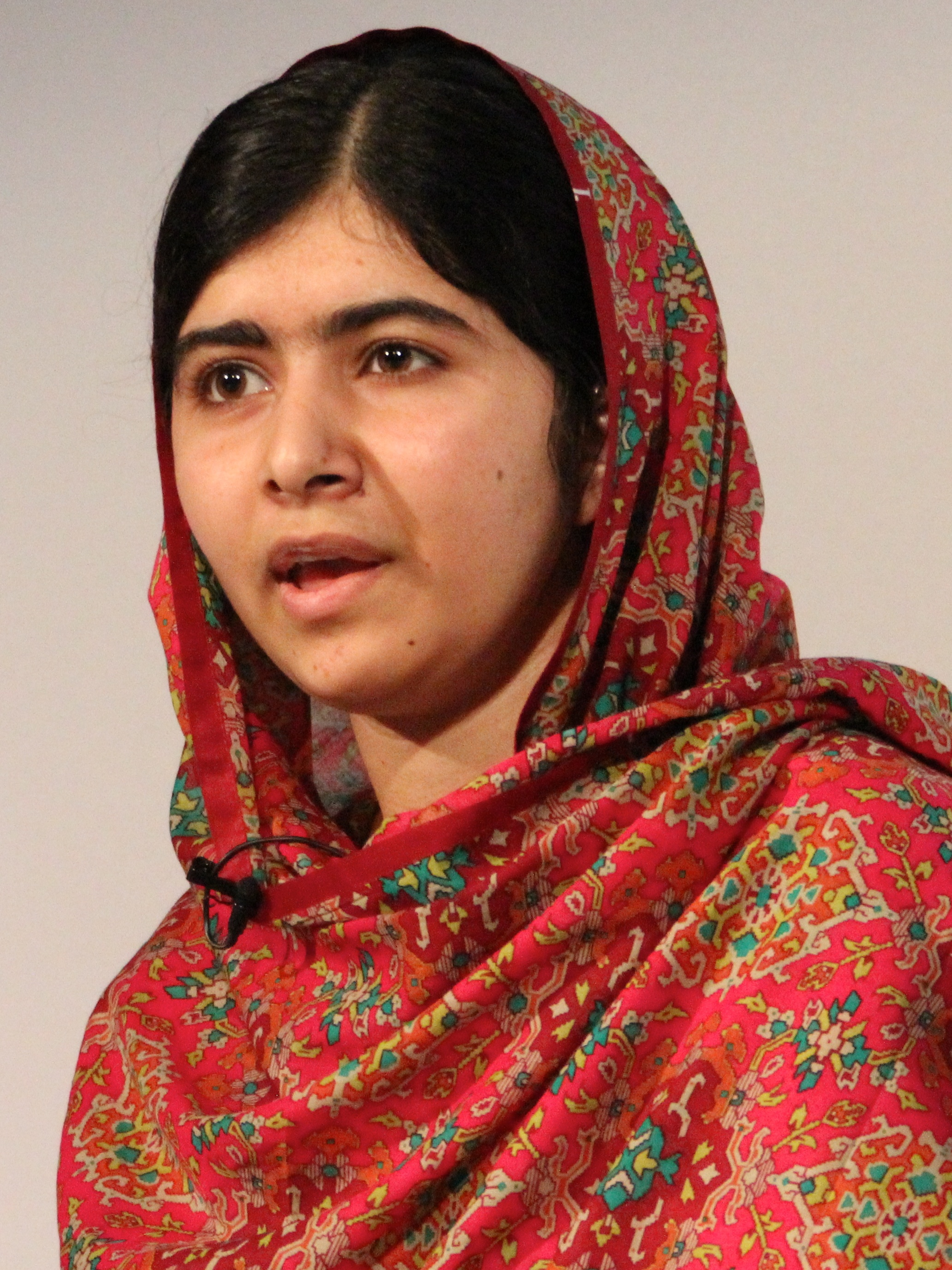
Malála Júsufzajová (2014)

## Su Ťij – zrušení
V roce 2018 Kanada formálně odebrala čestné občanství nositelce Nobelovy ceny za mír a barmské vůdkyni Do Aun Schan Su Ťij za podíl na zločinech spáchaných na muslimském etniku Rohingů. Bývalá disidentka je tak první osobou, které kanadský parlament symbolické ocenění odebral. 27. září 2018 se dolní komora jednomyslně shodla na odebrání čestného občanství, horní komora – senát potvrdil toto rozhodnutí 2. října 2018.